# Trešćerovac
 Trešćerovac  falu Horvátországban, a Károlyváros megyében. Közigazgatásilag Ozalyhoz tartozik.

## Fekvése
Károlyvárostól 13 km-re északra, községközpontjától 5 km-re keletre a Kulpa jobb partján fekszik.

## Története
A régészeti leletek tanúsága szerint területén már a bronzkorban éltek emberek. Ezt bizonyítja a határában feltárt bronzkori urnatemető, ahonnan bronz használati tárgyak és cseréptöredékek kerültek elő. 
A falunak 1857-ben 65, 1910-ben 54 lakosa volt. A trianoni békeszerződésig Zágráb vármegye Károlyvárosi járásához tartozott. 2011-ben 86 lakosa volt.

## Lakosság
| Lakosság változása | Lakosság változása | Lakosság változása | Lakosság változása | Lakosság változása | Lakosság változása | Lakosság változása | Lakosság változása | Lakosság változása | Lakosság változása | Lakosság változása | Lakosság változása | Lakosság változása | Lakosság változása | Lakosság változása | Lakosság változása |
| ------------------ | ------------------ | ------------------ | ------------------ | ------------------ | ------------------ | ------------------ | ------------------ | ------------------ | ------------------ | ------------------ | ------------------ | ------------------ | ------------------ | ------------------ | ------------------ |
| 1857               | 1869               | 1880               | 1890               | 1900               | 1910               | 1921               | 1931               | 1948               | 1953               | 1961               | 1971               | 1981               | 1991               | 2001               | 2011               |
| 65                 | 62                 | 60                 | 72                 | 65                 | 54                 | 57                 | 54                 | 124                | 96                 | 85                 | 66                 | 53                 | 124                | 108                | 86                 |

## Nevezetességei
- A Kulpa partján emelkedő magaslaton álló kétszintes kastélya.
- Bronzkori település maradványai.

## Híres emberek
Itt töltötte gazdálkodással élete utolsó éveit és itt hunyt el Tomassich Miklós politikus, jogász, egyetemi tanár, horvát-szlavón-dalmát tárca nélküli miniszter, horvát bán.